# Matabele-Königreich

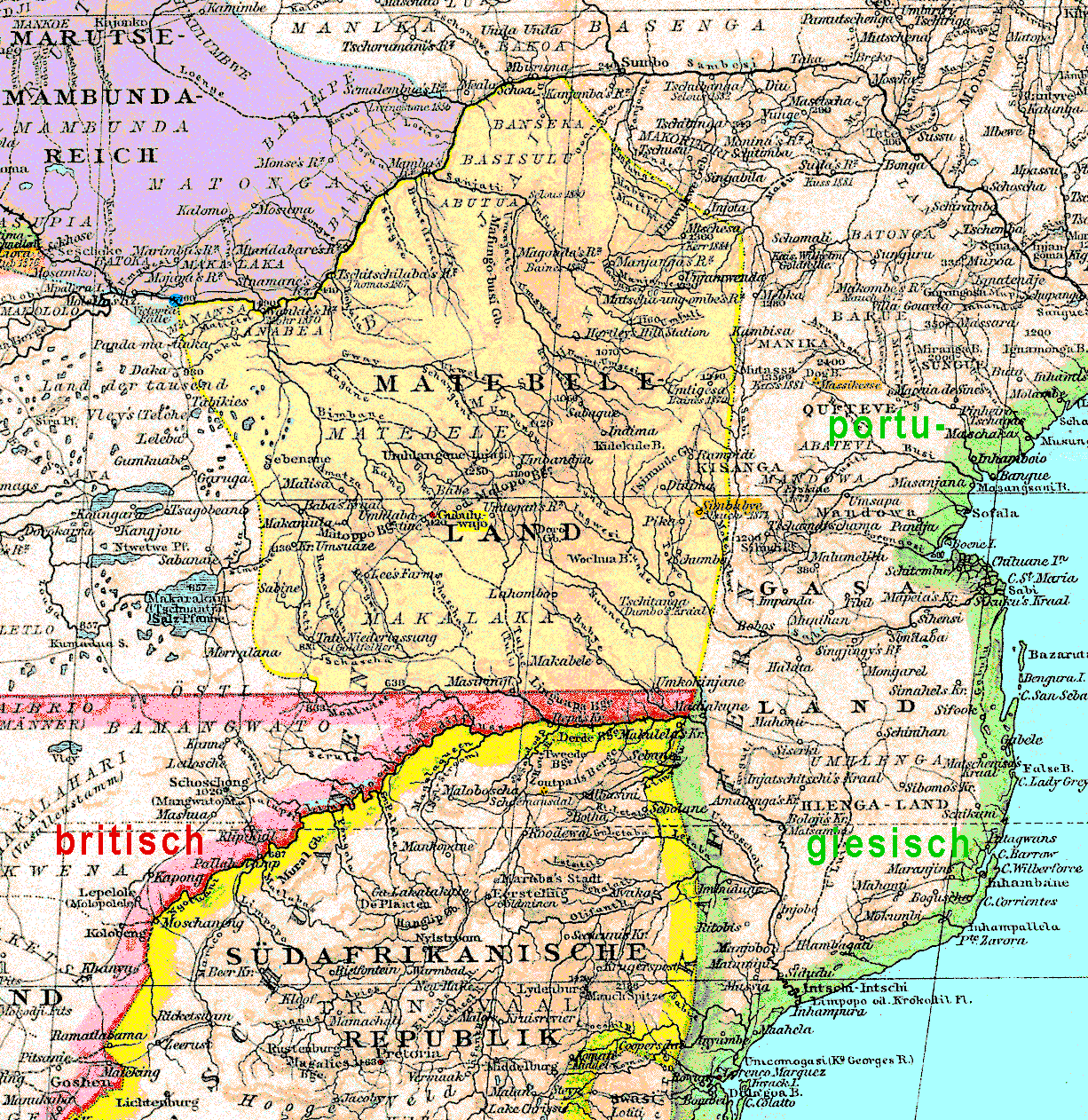
Das Matabelereich 1887

Das Matabele-Königreich war ein von 1837 bis 1893 bestehender afrikanischer Staat, territorial fast deckungsgleich mit dem heutigen Simbabwe.
Das Matabele- oder auch Ndebele-Königreich wurde 1837 von dem abtrünnigen Zulu-Führer Mzilikazi gegründet, der sich 1823 mit dem Zulu-König Shaka überworfen hatte und mit zahlreichen Anhängern das Reich der Zulu in der heutigen südafrikanischen Provinz KwaZulu-Natal verlassen hatte. Den Namen Matabele gab ihnen das benachbarte Bantuvolk der Tswana, nachdem sie sich zunächst in der Gegend um das spätere Pretoria niedergelassen hatten. Seit 1834 zogen sie weiter in das heutige Simbabwe. Nach der Unterwerfung des ansässigen Volkes der Schona wurde Mzilikazi 1837 erster König des Matabelereichs. Hauptstadt war Bulawayo, 75 Kilometer westlich von Dhlodhlo, der Residenz des unterworfenen Changamire-Staates. In den 1860er Jahren wurde auch der nördliche Teil des Schona-Gebietes unterworfen. Damit umfasste das Reich das gesamte Staatsgebiet des heutigen Simbabwe außer dessen Osten, dem Manicaland.

König Lobengula (1833–1894)

Unter Mzilikazis energischer Führung war der Staat analog dem Zulureich eine expansive Militär-Despotie, die sich auf Kosten der friedlichen Nachbarvölker rasch ausdehnte. Das mehrere tausend Mann umfassende stehende Heer war wie im Zulureich nach Regimentern (Impi) strukturiert, geführt von einer Adelskaste (InDuna).
Die Wanderung und die Art der Staatsgründung waren typische Ereignisse der Mfecane der 1820er und 1830er Jahre.
Als Mzilikazi 1868 starb, folgte ihm sein Sohn Lobengula auf den Thron. Im Gegensatz zu seinem Vater verfolgte der friedliebende Lobengula keine kriegerische Politik. Während seiner Regierungszeit wurde die Hauptstadt Bulawayo zu einem wichtigen Handelsknotenpunkt im südlichen Afrika.
Nach dem Untergang des Zulureiches 1879 war das Matabele-Königreich neben dem Kaiserreich Abessinien das einzige noch existierende souveräne schwarzafrikanische Königreich. 1893 drangen britische Kolonialtruppen von Süden aus in das Land ein. Sie setzten erstmals das Maxim-Maschinengewehr ein. Verhandlungsangebote König Lobengulas wurden von den Briten nicht beantwortet. Die Matabele wurden geschlagen. Im November 1893 fiel Bulawayo. Dem 60-jährigen König gelang zwar die Flucht aus der brennenden Hauptstadt, er war aber den Strapazen nicht mehr gewachsen und starb am 23. Januar 1894 auf der Flucht. Das Matabelereich wurde nach der Niederschlagung des Matabeleaufstandes 1896 von der British South Africa Company verwaltet.

## Anmerkung zum Text des Siegels

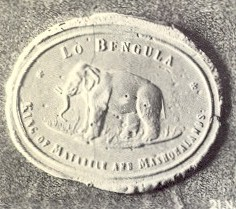
Amtliches Siegel König Lobengulas; Inschrift: Lo Bengula – King of Matabeleland and Mashonalands

Da Englisch und Arabisch nur einen unflektierten Artikel haben, werden die in vielen afrikanischen Sprachen üblichen „Classes“ als Präfixe betrachtet. Vom Deutschen her kann man sie auch als flektierte Artikel betrachten, so wie das Textlayout dieses Siegels es darstellt: „Lo Bengula“. Die Schona (MaShona) sprechen das Schona (ChiShona); das Kind entspricht muana, die Kinder ist vana.